# Petro Juszczenko
Petro Andrijowycz Juszczenko, ukr. Петро Андрійович Ющенко (ur. 15 września 1946 w Chorużiwce) – ukraiński polityk i przedsiębiorca, deputowany.

## Życiorys
Z wykształcenia inżynier elektryk, w 1970 ukończył studia w instytucie inżyniersko-ekonomicznym w Charkowie.
Od początku lat 70. pracował w komunalnym przedsiębiorstwie transportowym w Charkowie, zajmował następnie m.in. stanowisko dyrektora fabryki w tym mieście. W latach 90. zajął się prywatnym biznesem, pełniąc kierownicze funkcje w różnych spółkach. W 2002 i 2006 z ramienia Naszej Ukrainy, a w 2007 z listy NU-NS uzyskiwał mandat deputowanego do Rady Najwyższej. W parlamencie zasiadał do 2012.
Jest starszym bratem prezydenta Wiktora Juszczenki. W 2004 należał do głównych sponsorów pomarańczowej rewolucji. W 2007 został przewodniczącym organizacji "Za Pomisnu Ukrajinu", mającej na celu utworzenie niezależnej od Moskwy cerkwi prawosławnej na Ukrainie.
W 2010 otrzymał Krzyż Iwana Mazepy.